# Мятежная душа
«Мятежная душа» (хинди मान, Mann) — индийский романтический фильм-драма, снятый режиссёром Индрой Кумаром и вышедший в прокат 9 июля 1999 года. Главные роли исполнили Аамир Хан, Маниша Коирала и Анил Капур, в качестве приглашённой звезды в фильме появилась Рани Мукерджи. Второй совместный фильм Хана и Коиралы после «Разных судеб» (1995).
Является ремейком американской киноленты «Незабываемый роман» 1957 года.
В этом же году был снят фильм со схожим сюжетом на языке телугу под названием Raavoyi Chandamama.

## Сюжет
Дев Каран Сингх, легкомысленный ловелас и повеса, утонувший в долгах, решает жениться на дочери богатого магната Сингхания — Аните. Будущий тесть поручает ему ответственное дело — заключить важный контракт в Сингапуре. Возвращаясь в Бомбей, Дев знакомится с очаровательной Прией, учительницей музыки для детей и победительницей фестиваля азиатской музыки и танца. Молодые люди влюбляются друг в друга. Но они оба не свободны. Влюблённые решают быть вместе несмотря ни на что. Они договариваются встретиться через 6 месяцев в день Святого Валентина у Ворот в Индию.
Дев разрывает помолвку с Анитой. Движимый любовью, он рисует прекрасные картины и становится известным художником. В это время Прия понимает, что не сможет оставить Раджа и с горечью пишет Деву письмо, в котором всё объясняет. Письмо случайно попадает в руки Раджа, и он убеждает Прию не отказываться от своей любви. Но спустя шесть месяцев, собирающуюся на встречу, Прию сбивает машина, и в больнице ей ампутируют ноги. Дев, ждавший её всю ночь, решает, что она не захотела приходить. Прия запрещает Раджу говорить Деву что-либо об аварии, не желая быть обузой для него.
В один день Прия посещает выставку работ Дева и просит продать ей картину, изображающей её и бабушку Дева, с которой она познакомилась во время морского круиза. Дев говорит своему менеджеру, что не хотел бы её продавать, но услышав, что девушка — инвалид, соглашается отдать картину бесплатно.
После смерти своей бабушки Дев, исполняя её волю, приходит к Прие, чтобы подарить ей ножные браслеты. Увидев в её доме свою картину, он понимает, что Прия — та самая девушка без ног. Он клянётся любить её несмотря ни на что, после чего влюблённые женятся.

## В ролях
- Аамир Хан — Дев Каран Сингх
- Маниша Коирала — Прия Верма
- Шармила Тагор — бабушка Дева
- Анил Капур — Радж
- Сатиен Каппу — дядя Раджа
- Нирадж Вора — Натту
- Дипти Бхатнагар — Анита Сингхания
- Далип Тахил — Пратап Рай Сингхания
- Анант Махадеван — кредитор
- Пареш Ганатра
- Рани Мукерджи — камео в песне «Kali Nagin Ke»

## Производство
Фильм является неофициальным ремейком американской киноленты «Незабываемый роман» 1957 года.
На главную женскую роль изначально была приглашена Айшвария Рай, но из-за плотного графика ей пришлось отказаться.
Следующим выбором была Табу, но она оказалась выше Аамира Хана. Нандита Дас также отказалась от роли, и только после этого её предложили Манише.

## Саундтрек
Все тексты написаны Самиром, вся музыка написана дуэтом Санджив-Даршан.
| №                   | Название                             | Исполнители                     | Длительность |
| ------------------- | ------------------------------------ | ------------------------------- | ------------ |
| 1.                  | «Chaha Hai Tujhko»                   | Удит Нараян, Анурадха Паудвал   | 4:35         |
| 2.                  | «Kehna Hai Tumse»                    | Удит Нараян, Хема Сардесаи      | 4:37         |
| 3.                  | «Kali Nagin Ke Jaisi»                | Удит Нараян, Кавита Кришнамурти | 4:42         |
| 4.                  | «Khushiyan Aur Gham»                 | Удит Нараян, Анурадха Паудвал   | 5:14         |
| 5.                  | «Kyon Chhupate Ho»                   | Удит Нараян, Анурадха Паудвал   | 4:57         |
| 6.                  | «Mera Mann»                          | Удит Нараян, Алка Ягник         | 4:31         |
| 7.                  | «Nasha Yeh Pyar Ka»                  | Удит Нараян                     | 5:16         |
| 8.                  | «Tinak Tin Tana»                     | Удит Нараян, Алка Ягник         | 4:10         |
| 9.                  | «Tumhare Baghair Jeena Kya» (диалог) | Аамир Хан                       | 1:47         |
| Общая длительность: | Общая длительность:                  | Общая длительность:             | 42:34        |

Саундтрек к «Мятежной душе» был дебютом композиторского дуэта Санджив-Даршан, причём очень неудачным так как пять из девяти их мелодий были признаны плагиатом.
- «Kaali Nagin Ke Jaisi» — скопирована с «Ya Rayah»[англ.] (1997) алжирского певца Рашида Таха
- «Tinak Tin Tana» — очевидная копия малайзийской песни «Yang Sedang-Sedang Saja» певца Ивана
- «Chaha Hai Tujhko» — точная копия «Etho Oru Paattu» тамильского композитора С. А. Раджкумара[англ.] из фильма Unnidathil Ennai Koduthen (1998)
- «Nasha Yeh Pyar Ka Nasha Hain» — нота в ноту известная песня «L’italiano» (1983) итальянского композитора Тото Кутуньо
- «Kehna Hai Tumse Kehna Hain» — вдохновлена мелодией «Liquid» (1995) американской группы Jars of Clay

## Релиз и кассовые сборы
Фильм вышел в прокат 9 июля 1999 года в 260 кинотеатрах по всей Индии и продержался на экранах более 11 недель. Кассовые сборы по стране составили 283 млн рупий, половина которых пришлась на кинотеатры Мумбаи и Дели. За вычетом доли дистрибьюторов, прибыль составила 166 млн, при бюджете фильма около 140 млн. В результате про итогам проката фильм получил статус «средний». За пределами Индии фильм собрал $1,65 миллиона.

## Критика
Анупама Чопра из India Today написала: «„Мятежная душа“, в отличие от ранних работ Кумара, приятна глазу. Фильм создан с заботой. Кумар добавил обязательную для масалы непритязательную комедию и немного песен. Но на этот раз он нацелился выше. „Мятежная душа“ — это большой скачок вперед».
Супарн Верма с сайта Rediff.com добавил, что «операторская работа, монтаж и художественное оформление были прекрасно сделаны, а места натурных съёмок — очень красивые. Повествование — ровное».
Мохаммед Али Икрам на сайте Planet Bollywood оценил фильм на 9,5 из 10, отметив, что «„Мятежная душа“ — первый фильм Индры Кумара, за который он может гордиться собой», добавив однако что картина получилась очень длинной.